# André (sångare)
André egentligen Andrey Hovnanjan (armeniska: Անդրե), född 1 juli 1979 i Stepanakert, Nagorno-Karabach, Azerbajdzjan, är en armenisk popsångare.
André tävlade för sitt hemland med låten Without Your Love i Eurovision Song Contest 2006. Musiken till låten är komponerad av Armen Martirosyan och texten är skriven av Catherine Bekian.

## Biografi
Vid tre års ålder började André sjunga tillsammans med sin familj som publik. Tre år senare började han ta pianokurser, och vid nio års ålder skrev han sin första låt kallad Prayer. Texten handlade om hans uppskattning till Gud. Hans professionella sångkarriär började vid femton års ålder då han vann musiktävlingen Road to Renaissance. Under de senaste åren har André varit sångare i pop-jazzgruppen Karabagh som turnerat över hela Armenien och Nagorno-Karabach. Han har deltagit i flera musikfestivaler i Asien, Östeuropa och i USA där han vunnit flera samt kommit bland de tre första i andra.

### Eurovisionsschlagerfestivalen
År 2006 blev André den första representanten för Armenien i Eurovision Song Contest. Han framförde låten Without Your Love och hamnade, efter att ha gått vidare från semifinalen, på 8:de plats med 129 poäng.

## Diskografi
- 2005 – Miayn Ser
- 2003 – Es em
- 2006 – 1000x
- 2008 – Yerjankutyan gaghtniq